# أيميه كوتن
أيميه كوتن (بالفرنسية: Aimé Cotton) هو فيزيائي فرنسي، ولد في 9 أكتوبر 1869 في بورغ أون بريس في فرنسا، وتوفي في 16 أبريل 1951 في سيفر في فرنسا.